# Флаг Советского сельского поселения (Краснодарский край)
Флаг муниципального образования Сове́тское сельское поселение Новокубанского района Краснодарского края Российской Федерации — опознавательно-правовой знак, служащий официальным символом муниципального образования.
Флаг утверждён 26 мая 2011 года и внесён в Государственный геральдический регистр Российской Федерации с присвоением регистрационного номера 7244.

## Описание
«Прямоугольное полотнище с отношением ширины к длине 2:3, воспроизводящее композицию герба Советского сельского поселения Новокубанского района в красном, синем (голубом), белом и жёлтом цветах».
Геральдическое описание герба гласит: «В червлёном поле — вогнутое опрокинутое лазоревое остриё, ограниченное по сторонам двумя сообращёнными серебряными шашками, соприкасающимися рукоятями; по сторонам остриё сопровождено вписанными и так же вогнутыми золотыми пшеничными колосьями».

## Обоснование символики
флаг языком символов и аллегорий отражает исторические, культурные и экономические особенности сельского поселения.
Красный цвет полотнища аллегорически отражает настоящее наименование поселения, полученное им в период коллективизации.
Красный цвет символизирует отвагу, героизм и мужество жителей поселения, проявленные в различные исторические периоды, а также этот цвет символизирует красоту, праздник, труд.
Вогнутое опрокинутое синее остриё аллегорически указывает на реку Уруп, на берегу которой расположилось поселение.
Синий цвет (лазурь) символизирует безупречность, добродетель, возвышенные устремления, волю, чистое небо, а также это определяющий цвет линейных казаков, к которым принадлежали первые жители поселения.
Белые (серебряные) казачьи шашки аллегорически указывают на то, что основателями станицы Советской, ранее Урупской, были казаки.
Изображение жёлтых пшеничных колосьев указывает на то, что на землях поселения семеноводческими хозяйствами на протяжении многих десятилетий, в специальных питомниках, совместно с учёными Российской академии наук выращивались и распространялись по всему югу России элитные сорта пшеницы.
Пшеничные колосья символизируют достаток, процветание и благополучие.
Жёлтый цвет (золото) — символ величия, богатства и славы.